# Hoplia brunnipes
Hoplia brunnipes är en skalbaggsart som beskrevs av Franco Andrea Bonelli 1807. Hoplia brunnipes ingår i släktet Hoplia och familjen Melolonthidae. Inga underarter finns listade i Catalogue of Life.